# Semiotus punctatus
Semiotus punctatus is een keversoort uit de familie kniptorren (Elateridae). De wetenschappelijke naam van de soort is voor het eerst geldig gepubliceerd in 1857 door Candèze.